# Fire on the Floor
Fire on the Floor — студийный альбом американской певицы Бет Харт, изданный 14 октября 2016 года на студиях Provogue Records и Mascot Label Group в Европе, Австралии и Новой Зеландии и 3 февраля 2017 года в остальном мире.
Альбом был спродюсирован Оливером Лейбером и записан Нико Боласом. Он дебютировал на первом месте в чарте Billboard Blues Albums Chart, став для Харт её шестым альбомом номер один.

## История
Харт сочинила и записала песни для Fire on the Floor до того, как были смикшированы песни для её предыдущего альбома Better Than Home Харт записывалась с музыкантами, с которыми она раньше не выступала, такими как Майкл Ландау и Вадди Вахтель на электрогитаре, и они записали шестнадцать песен за три дня, хотя сведение заняло гораздо больше времени. На альбоме также выступили Джим Кокс на фортепиано, Дин Паркс на акустической гитаре, Брайан Аллен на басу, Рик Маротта на ударных и Иван Невилл на Hammond B3.

## Отзывы
| Оценки критиков    | Оценки критиков |
| Источник           | Оценка          |
| ------------------ | --------------- |
| AllMusic           | [ 8 ]           |
| Blues Rock Review  | [ 9 ]           |
| Muzyka interia     | [ 10 ]          |
| Magazyn Gitarzysta | [ 11 ]          |

Альбом получил положительные отзывы музыкальной критики и интернет-изданий.

## Список композиций
Слова и музыка всех песен — Beth Hart, кроме обозначенных.
| №                   | Название                        | Автор(ы)            | Длительность |
| ------------------- | ------------------------------- | ------------------- | ------------ |
| 1.                  | «Jazz Man»                      |                     | 3:51         |
| 2.                  | «Love Gangster»                 |                     | 4:09         |
| 3.                  | «Coca Cola»                     |                     | 3:38         |
| 4.                  | «Let's Get Together»            | Hart, Rune Westberg | 3:39         |
| 5.                  | «Love Is a Lie»                 |                     | 3:15         |
| 6.                  | «Fat Man»                       | Hart, Glen Burtnik  | 3:51         |
| 7.                  | «Fire on the Floor»             |                     | 5:12         |
| 8.                  | «Woman You've Been Dreaming Of» |                     | 4:22         |
| 9.                  | «Baby Shot Me Down»             |                     | 3:22         |
| 10.                 | «Good Day to Cry»               |                     | 4:32         |
| 11.                 | «Picture in a Frame»            |                     | 4:39         |
| 12.                 | «No Place Like Home»            |                     | 3:53         |
| Общая длительность: | Общая длительность:             | Общая длительность: | 48:09        |

| №   | Название                                            | Длительность |
| --- | --------------------------------------------------- | ------------ |
| 12. | «Tell Her You Belong to Me» (при участии Jeff Beck) | 4:10         |

## Чарты
| Чарт (2016)               | Высшая позиция |
| ------------------------- | -------------- |
| Austrian Albums Chart     | 18             |
| Dutch Albums Chart        | 6              |
| French Albums Chart       | 58             |
| German Albums Chart       | 18             |
| Norwegian Albums Chart    | 28             |
| Polish Albums Chart       | 11             |
| Swedish Albums Chart      | 51             |
| Swiss Albums Chart        | 13             |
| UK Albums Chart           | 28             |
| Чарт (2017)               | Высшая позиция |
| США (Billboard 200)       | 115            |
| US Billboard Blues Albums | 1              |